# 1865

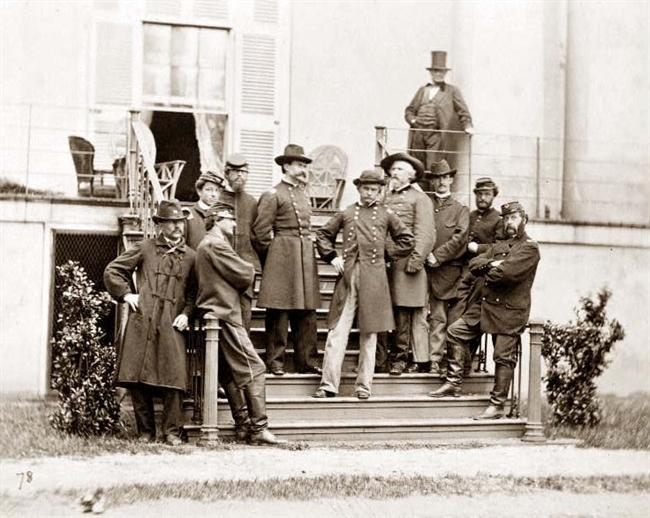
Noordelijke soldaten op de trappen van het Witte Huis van de verslagen Confederatie

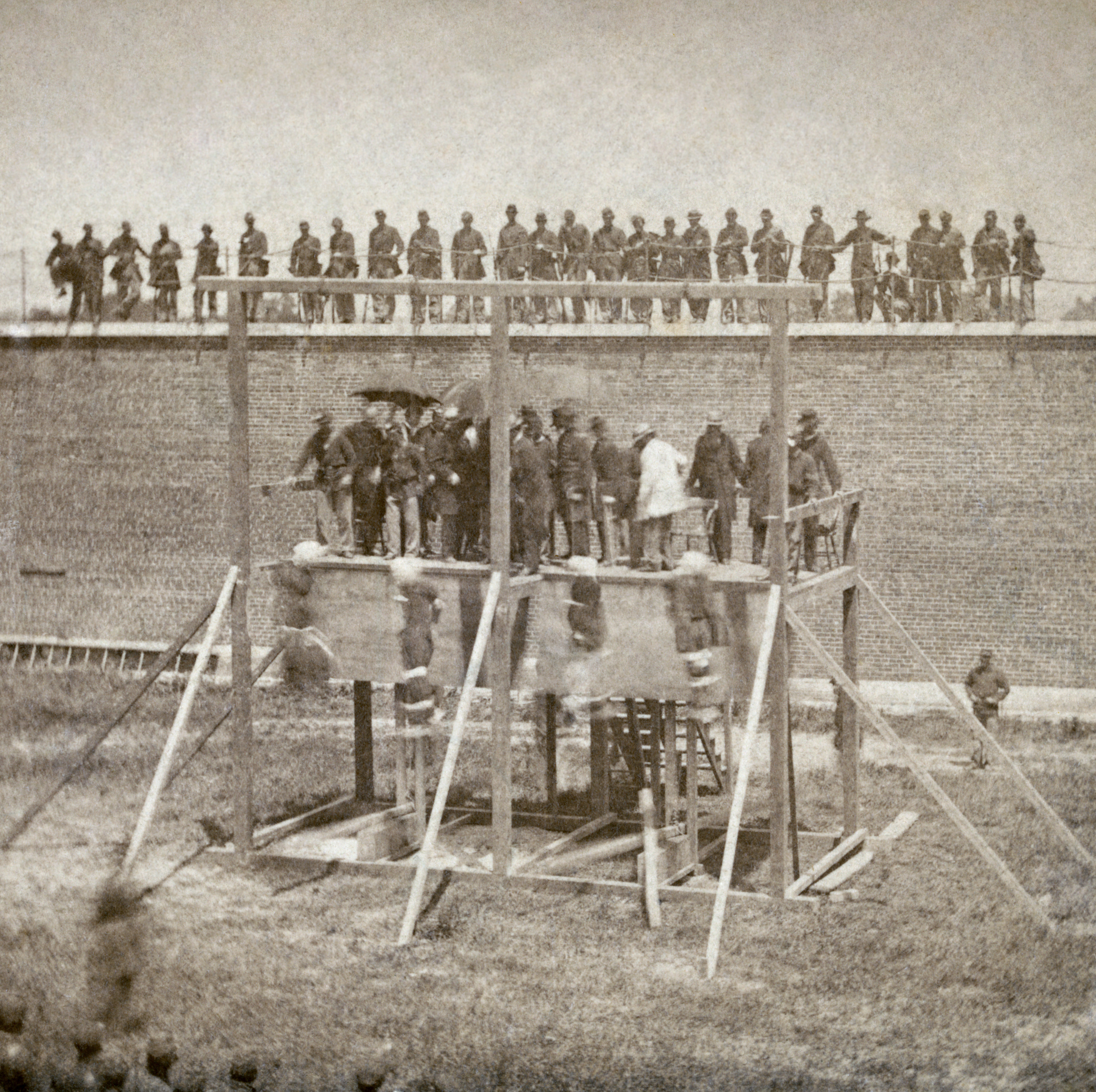
Executie van Mary Surratt, Lewis Powell, David Herold en George Atzerodt, verdacht van samenzwering bij de moord op Abraham Lincoln, op 7 Juli 1865, Fort McNair in Washington, D.C.

Het jaar 1865 is het 65e jaar in de 19e eeuw volgens de christelijke jaartelling.

## Gebeurtenissen
januari
- 11 - Gouverneur Thomas Fletcher van Missouri proclameert het einde van de slavernij. Hiermee is de eerste slavenhoudende staat om en is er ook in de Amerikaanse senaat een meerderheid voor de afschaffing.
- 31 - Afschaffing van de slavernij in de Verenigde Staten door het Amerikaans Congres in het 13e amendement op de grondwet.

februari
- 4 - Sara Katharina de Bronovo opent in Den Haag een verpleegopleiding die zal uitgroeien tot het Bronovoziekenhuis.
- 22 - De Slag bij Wilmington, onderdeel van de Amerikaanse Burgeroorlog, wordt gewonnen door de Unie, waardoor de Geconfedereerde Staten hun laatste haven verliezen en de blokkade van het zuiden compleet is.

maart
- 8 - Begin van het afgraven van de duinen bij Breesaap ten behoeve van de aanleg van het Noordzeekanaal.

april
- 9 - Met de overgave van generaal Robert E. Lee eindigt de Amerikaanse Burgeroorlog.
- 15 - De Amerikaanse president Abraham Lincoln, die net aan zijn tweede termijn is begonnen, wordt in Ford's Theatre te Washington D.C. doodgeschoten door de zuidelijke acteur John Wilkes Booth. Vicepresident Andrew Johnson volgt hem op.

mei
- 1 - Keizer Frans Jozef en keizerin Elisabeth van Oostenrijk openen aan het hoofd van een praaloptocht de nieuwe Ringstraße van Wenen.
- 1 - Ingebruikname van de spoorlijn Tilburg-Boxtel door de Staat der Nederlanden. De exploitant is de Maatschappij tot Exploitatie van Staatsspoorwegen.
- 17 - Oprichting van de Internationale Telegraafunie met de intentie om het telegraafverkeer te internationaliseren. De deelnemende landen kiezen voor Morse als internationale taal.
- 26 - In Galveston (Texas) geven de laatste opstandige troepen in de Amerikaanse Burgeroorlog zich over.

juni
- 3 - Geloftedag wordt na aandringen van ds. Frans Lion Cachet door de Uitvoerende Raad van de Zuid-Afrikaansche Republiek officieel als openbare vakantiedag ingevoerd.
- 23 Stand Watie is de laatste zuidelijke generaal die de wapens neerlegt.

juli
- 2 - William Booth richt de Christian Mission op, het latere Leger des Heils.
- 14 - De Engelsman Edward Whymper bereikt als eerste de top van de Matterhorn, maar bij de afdaling verongelukken vier leden van de expeditie.

augustus
- 2 - Officiële opening van de spoorlijn Zutphen-Deventer door de Staat der Nederlanden. De exploitant is de Maatschappij tot Exploitatie van Staatsspoorwegen. De treinen gaan rijden op 5 augustus.
- 8 - De spoorlijn Nijmegen - Kleef wordt officieel geopend, waarmee Nijmegen eindelijk een spoorverbinding heeft. Exploitatie begint op 9 augustus.
- 12 - De Engelse chirurg Joseph Lister begint te opereren met gebruik van antisepsis en desinfectie.

oktober
- 18 - Officiële opening van de spoorlijn Almelo - Salzbergen

november
- 1 - Officiële opening van de spoorlijn Zutphen - Hengelo als onderdeel van Staatslijn D
- 6 - Officiële opening van de spoorlijn Maastricht-Sittard-Roermond-Venlo door de Staat der Nederlanden. De exploitant is de Maatschappij tot Exploitatie van Staatsspoorwegen. De treinen rijden vanaf 21 november.

december
- 17 - Leopold II wordt koning der Belgen.
- 18 - De Staat der Nederlanden opent de spoorlijn Den Helder-Alkmaar. Exploitant is de HSM. De treinen rijden vanaf 20 december.
- 23 - Frankrijk, Italië, België en Zwitserland sluiten de Latijnse muntunie, waarin hun munten aan elkaar gekoppeld zijn.

zonder datum
- Gregor Mendel beschrijft erfelijkheidsprocessen.
- De eerste bloeddrukmeter wordt ontworpen door Karl Ludwig.
- Friedrich Kekulé verklaart de moleculaire structuur van de benzeenring en verricht pionierswerk in de organische scheikunde.
- James Clerk Maxwell levert met zijn Wetten van Maxwell de theoretische onderbouwing van het elektromagnetisme na de eerdere experimenten van Michael Faraday.

## Muziek
- Antonín Dvořák voltooit zijn eerste symfonie: Zlonické zvoni (De klokken van Zlonice).
- Edvard Grieg voltooit zijn enige Sonate voor piano.
- 2 maart: Symfonie nr. 7 van Niels Gade is voor het eerst te horen
- 13 maart: Ved solnedgang van Niels Gade is voor het eerst te horen
- 15 maart: Kaares sang van Rikard Nordraak is voor het eerst te horen
- 10 juni - Première van de opera Tristan und Isolde van Richard Wagner
- 28 september: Straszny dwór van Stanisław Moniuszko is voor het eerst te zien
- 4 november: de Halte Hulda-muziek van Albert Rubenson is voor het eerst te horen

## Beeldende kunst

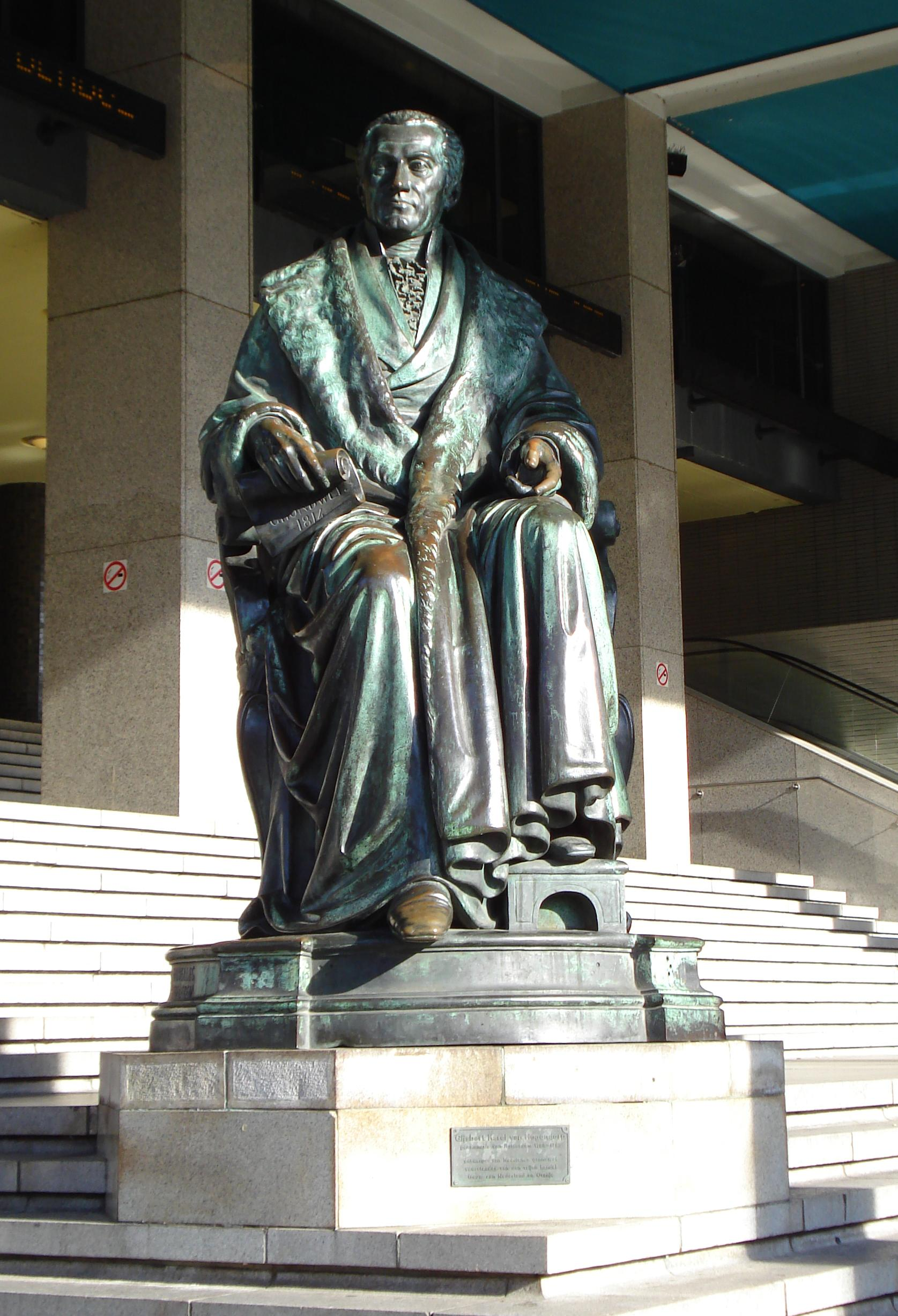
Gijsbert Karel van Hogendorp (1865) Jozef Geefs, Beursgebouw Rotterdam

## Bouwkunst

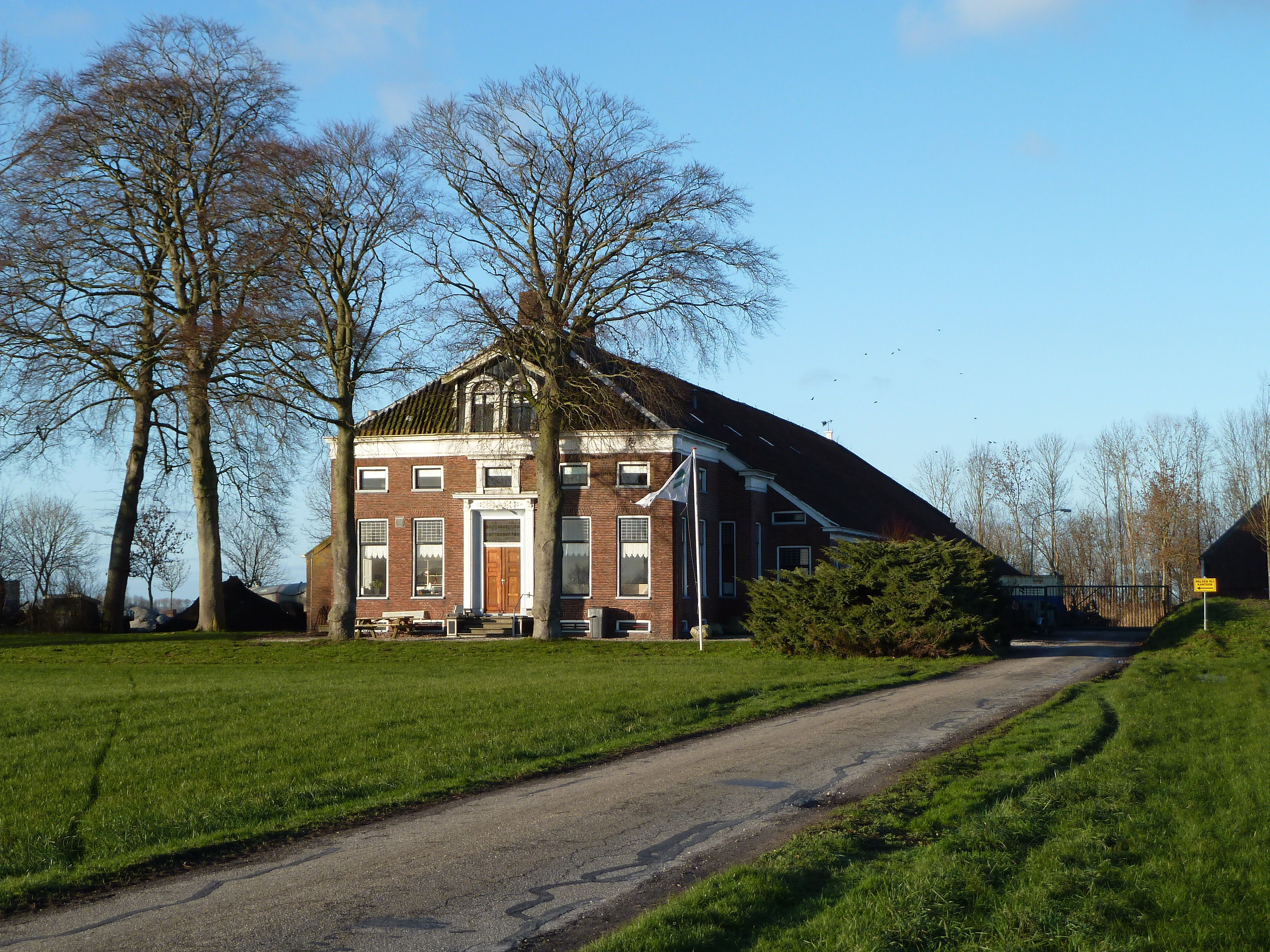
Boerderij, Midwolda (1865)
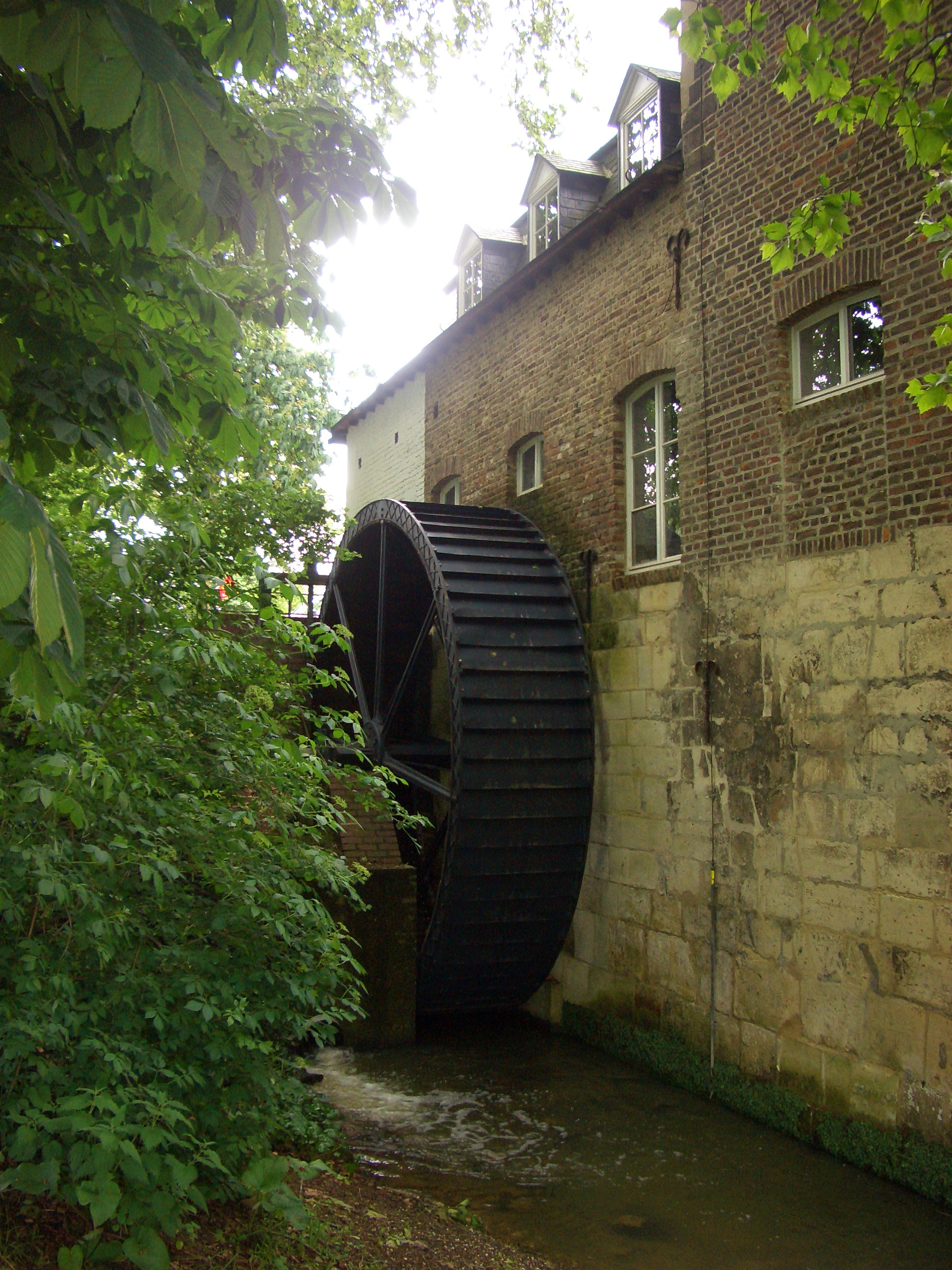
Weltermolen, Heerlen (1865)

## Geboren

### januari
- 20 - Anton Handlirsch, Oostenrijks entomoloog (overleden 1935)
- 31 - Henri Desgrange, Frans organisator van de Tour de France (overleden 1940)

### februari
- 3 - Madeleine Carpentier, Frans kunstschilder (overleden 1949)
- 19 - Sven Hedin, Zweeds ontdekkingsreiziger (overleden 1952)

### maart
- 5 - Clémentine Delait, Frans caféhoudster met een baard (overleden 1939)
- 9 - Mary Cameron, Schots kunstschilder (overleden 1921)
- 10 - Pim Mulier, een van de grondleggers van de moderne sport in Nederland (overleden 1954)

### april
- 1 - Hippoliet Meert, Vlaams academicus, activist, publicist en taalpurist (overleden 1924)
- 1 - Richard Adolf Zsigmondy, Oostenrijks-Duits scheikundige en Nobelprijswinnaar (overleden 1929)
- 9 - Charles Proteus Steinmetz, Duits-Amerikaans wiskundige en elektrotechnicus (overleden 1923)
- 14 - Charles Mertens, Belgisch kunstschilder (overleden 1919)
- 17 - Ursula Ledóchowska, Pools religieuze, ordestichtster en heilige (overleden 1939)
- 29 - Theodorus Marinus Roest van Limburg, Nederlands politiefunctionaris (overleden 1935)

### mei
- 11 - J.H. Leopold, Nederlands dichter en classicus (overleden 1925)
- 15 - Albert Verwey, Nederlands letterkundige (overleden 1937)
- 25 - Pieter Zeeman, Nederlands natuurkundige (overleden 1943)
- 28 - Gerrit Grijns, Nederlands voedingswetenschapper en hoogleraar (overleden 1944)

### juni
- 6 - Antoon Jozef Witteryck, Belgisch uitgever (overleden 1934)
- 13 - William Butler Yeats, Iers schrijver (overleden 1939)
- 29 - Shigechiyo Izumi, Japans oudste mens ter wereld (overleden 1986)
- 30 - Herman Coster, Nederlands advocaat (overleden 1899)

### juli
- 15 - Lambertus Hendricus Perquin, Nederlands priester, oprichter KRO (overleden 1938)
- 23 - Ludwig Sütterlin, Duits graficus (overleden 1917)
- 25 - Jac. P. Thijsse, Nederlands natuurbeschermer, leraar en onderwijzer (overleden 1945)

### augustus
- 15 - Mikao Usui, Japans herontdekker van reiki (overleden 1926)
- 22 - Petrus Hopmans, Nederlands bisschop van Breda (overleden 1951)
- 22 - Philip Loots, Nederlands componist (overleden 1916)
- 27 - Charles Dawes, Amerikaans politicus en Nobelprijswinnaar (overleden 1951)
- 30 - Rienk van Veen, Nederlands politicus (overleden 1929)

### september
- 4 - Albert Spear Hitchcock, Amerikaans botanicus (overleden 1935)
- 7 - Joseph Jessurun de Mesquita, Nederlands fotograaf (overleden 1890)
- 23 - Barones Emmuska Orczy, Hongaars schrijfster (The Scarlet Pimpernel) (overleden 1947)
- 24 - Barry O'Neil, Amerikaans filmregisseur en scenarioschrijver (overleden 1918)
- 27 - Miguel Malvar, Filipijns revolutionair generaal (overleden 1911)
- 28 - Marie Amélie van Orléans, koningin van Portugal (overleden 1951)

### oktober
- 1 - Paul Dukas, Frans componist (overleden 1935)
- 3 - Johan Eilerts de Haan, Nederlands ontdekkingsreiziger (overleden 1910)
- 12 - Arthur Harden, Brits biochemicus en Nobelprijswinnaar (overleden 1940)
- 15 - Albert Heijn, Nederlands ondernemer (overleden 1945)
- 18 - Arie de Jong, Nederlands taalkundige en arts (overleden 1957)

### november
- 2 - Warren G. Harding, 29ste president van de Verenigde Staten (overleden 1923)
- 9 - Lodewijk Duymaer van Twist, Nederlands generaal en politicus (overleden 1961)
- 25 - Georges Lemmen, Belgisch kunstschilder (overleden 1916)

### december
- 8 - Jean Sibelius, Fins componist (overleden 1957)
- 16 - Victor Rousseau, Belgisch beeldhouwer en tekenaar (overleden 1954)
- 28 - Félix Vallotton, Zwitsers kunstschilder (overleden 1925)
- 30 - Rudyard Kipling, Engels schrijver (overleden 1936)
- 30 - Charles de Lambert, Frans luchtvaartpionier, eerste vlucht boven Nederland (overleden 1944)

### datum onbekend
- Klaus Østby, Noors componist (overleden 1945)

## Overleden
januari
- 3 - Rodolphe le Chevalier (87), Amsterdams koopman; in 1837 medeoprichter van de Hollandse IJzeren Spoorweg Maatschappij

februari
- 10 - Paul-Gustave Froment (49), Frans uitvinder en mechanicus
- 15 - Nicholas Wiseman (62), Brits kardinaal

maart
- 1 - Anna Paulowna Romanova (70), koningin-moeder van Nederland

april
- 15 - Abraham Lincoln (56), zestiende president van de Verenigde Staten
- 22 - Sir James Stirling (74), eerste gouverneur van West-Australië
- 28 - Samuel Cunard (77), eigenaar van de Cunard Line

mei
- 25 - Madeleine-Sophie Barat (85), Franse religieuze, ordestichtster en heilige

juli
- 15 - Reinier Cornelis Bakhuizen van den Brink (55), Nederlands literatuurcriticus, filosoof en historicus

september
- 2 - William Rowan Hamilton (60), Iers filosoof, wis- en natuurkundige

oktober
- 10 - Andrés Bello López (83), Chileens-Venezolaans humanist, dichter en politicus

december
- 10 - Leopold I (74), koning der Belgen
- 21 - Thomas Peel (circa 72), belangrijk pionier en financier bij aanvang van de kolonisatie van West-Australië

## Weerextremen in België
- januari: januari met laagste luchtdruk: 1003,6 hPa (normaal 1017 hPa).
- 21 maart: laagste etmaalgemiddelde temperatuur ooit op deze dag: −3,8 °C en laagste minimumtemperatuur: −8,2 °C.
- 29 maart: laagste etmaalgemiddelde temperatuur ooit op deze dag: −1,3 °C.
- juni: juni met hoogste luchtdruk: 1022,9 hPa (normaal 1016,3 hPa).
- september: september met hoogste luchtdruk: 1025 hPa (normaal 1016 hPa).

Bron: KMI Gegevens Ukkel 1901-2003  met aanvullingen 